# Терцани, Тициано
Тициано Терцани (итал. Tiziano Terzani; 14 сентября 1938, Флоренция, Италия — 28 июля 2004, Пистоя, Италия) — итальянский журналист и писатель, в своих произведениях поднимающий вопросы взаимоотношений Востока с Западом.

## Ранние годы
Терцани родился во Флоренции в бедной семье рабочих. Обучался в Пизанском университете на юриста
а также в Судебно-Медицинском Колледже (ныне Школа перспективных исследований имени Святой Анны). После окончания учёбы в 1961 году, женился на дочери немецкого художника Анджеле Стауде. С 1962 года Тициано Терцани работал в Olivetti, производителе офисных принадлежностей. В 1965 он отправился в Японию с деловым визитом. Это был его первый контакт с Азией и его первый шаг на пути к решению радикально изменить свою жизнь и исследовать Азию. В течение этих лет он начал писать для журнала L’Astrolabio, после чего в 1969 году уволился из Olivetti и отправился в Колумбийский университет для изучения китайского языка и культуры. В августе того же года родился его сын Фолько.

## Карьера журналиста
После первых опытов работы журналистом в итальянской газете Il Giorno, в 1971 году он отправился работать журналистом в Сингапур, для освещения азиатских новостей в еженедельном немецком журнале Der Spiegel. Вместе с ним переехали его жена Анджела, старший сын Фолько и родившаяся в марте 1971 года дочь Саския. После переезда он также предложил своё сотрудничество с итальянскими ежедневными газетами Corriere della Sera и La Repubblica. В то же самое время он полутайно передавал формальную информацию о восточно-азиатских политиках Коммерческому Банку Италии, возглавляемому в то время Рафаэлем Маттиоли. Терцани был одним из немногих западных репортёров, ставших свидетелями взятия Сайгона Вьетконгом и падения Пномпеня перед силами «красных кхмеров».
Терцани много знал об историческом и политическом прошлом Азии, но всегда имел более глубокий интерес к философскому аспекту азиатской культуры. Несмотря на отсутствие веры, он всегда искал в своих путешествиях духовные аспекты посещаемых стран. Он жил в Пекине, Токио, Сингапуре, Гонконге, Бангкоке и Нью-Дели, который стал его вторым домом. Его деятельность в Пекине была прекращена после ареста и высылки из страны за «контрреволюционную деятельность». На основании этого опыта он написал книгу La Porta Proibita («Запретная дверь»), в которой подверг жёсткой критике постмаоистский Китай. Во время работы журналистом в Гонконге он использовал китайский псевдоним 鄧天諾 (Dèng tiān nuò) или Деньг Тьеннуо (означающий «божественное обещание»). Он перестал использовать этот псевдоним после неприятного происшествия в Китае в 1984 году.

## Награды
В 1997, Терцани получил премию им. Луиджи Барзини за журналистскую деятельность.

## Последняя работа и смерть
В своей последней книге Un altro giro di giostra («Ещё один круг на карусели») Терцани рассуждает о своей болезни (рак кишечника), которая в конечном итоге привела его к смерти. Перед уходом он совершил путешествия по цивилизациям и странам, в поисках лекарства от рака и нового взгляда на жизнь. Он провёл последние месяцы своей жизни в Орсонье, небольшой деревне в Апеннинских горах в провинции Пистойя, которую он считал «своей настоящей, последней любовью».
Терцани умер 28 июля 2004 года. Его последние воспоминания, записанные в интервью для итальянского телевидения, озаглавлены словом «Анам»: индийским термином, означающим «без имени», имя, которое он получил во время практик в ашраме в Индии.

## Память
В 2004 году была учреждена ежегодная литературная премия Терцани. Ею награждаются авторы работ (эссе, репортажи, романы), которые были переведены на итальянский язык и которые обращают внимание на темы межкультурных отношений, культурного противостояния и конфликта, с особым акцентом на отношения Востока с Западом. Размер премии составляет 5000 евро.
Также в Италии каждые два года вручается Национальная Премия Тициано Терцани за гуманизацию медицины. Премия вручается группам, внёсшим особый вклад в развитие индивидуального подхода к больным и совмещения эффективных медицинских практик различных культур. Размер премии составляет 50000 евро.

## Книги, опубликованные на русском
- Ещё один круг на карусели (Un altro giro di giostra), 2009

## Книги, опубликованные на итальянском
- Pelle di leopardo. Diario vietnamita di un corrispondente di guerra 1972—1973 (Шкура леопарда. Дневник корреспондента вьетнамской войны 1972—1973), 1973
- Giai Phong! La liberazione di Saigon (Giai Phong! Освобождение Сайгона), 1976
- La porta proibita (Запретная дверь), 1984
- Buonanotte, signor Lenin (Спокойной ночи, сеньор Ленин), 1992
- Un indovino mi disse (Предсказатель поведал мне), 1995
- In Asia (Азия), 1998
- Lettere contro la guerra (Письма против войны), 2002
- Un altro giro di giostra (Ещё один круг на карусели) , 2004
- La fine è il mio inizio (Конец моего начала), 2006
- Fantasmi: dispacci dalla Cambogia (Призраки: Письма из Камбоджи), 2008